# Командування особливого призначення «Верхній Рейн»
Командування особливого призначення «Верхній Рейн» (нім. Höheres-Kommando Oberrhein) — спеціальне головне командування особливого призначення Сухопутних військ Вермахту за часів Другої світової війни.

## Історія
Командування особливого призначення «Верхній Рейн» було сформоване 13 вересня 1944 у Баден-Бадені шляхом перейменування командування Вермахту укріпленими районами «Верхній Рейн» (нім. Wehrmacht-Kommandanten der Befestigung Oberrhein). 

## Райони бойових дій
- Німеччина (Верхній Рейн) (вересень 1944 — травень 1945).

## Командування

### Командири
- генерал танкових військ Вернер Кемпф (25 вересня — 10 жовтня 1944);
- генерал-лейтенант Вальтер Екштайн (нім. Walter Eckstein) (10 жовтня 1944 — 25 квітня 1945);
- генерал від інфантерії Вальтер Фішер фон Вейкершталь (нім. Walther Fischer von Weikersthal) (25 квітня — 8 травня 1945).